# Green eMotion
Pour la compagnie suisse, voir Green Motion.

Green eMotion est un projet de quatre ans de l'Union européenne dont l’objectif était de promouvoir la mobilité électrique en Europe. Le projet a été officiellement lancé le 31 mars 2011 à Bruxelles.

## Description
La Commission européenne a financé un total de 24 millions d’euros pour soutenir le projet. Selon Siim Kallas, Commissaire européen chargé du transport, Green eMotion avait pour intention de relier les initiatives régionales et nationales sur la mobilité électrique en cours à l'époque, appliquer leurs résultats et comparer les différentes approches technologiques, afin de soutenir les meilleures solutions possibles pour le marché européen.
Cette plateforme devait tenir compte de la coopération parmi les différents acteurs et promouvoir tant les nouveaux services de transport de haute qualité que les systèmes de paiement convenant aux utilisateurs de véhicules électriques. De cette façon, la Commission escomptait ouvrir la voie à la création d'un marché de masse pour les véhicules électriques dans l'UE. Dans les régions de démonstration sélectionnées, quarante-trois partenaires, incluant des entreprises industrielles, des compagnies automotrices et d’électricité, des autorités municipales et des universités, ainsi que des instituts de recherche, ont été mandatés pour étudier les conditions nécessaires pour que cet objectif devienne réalité.
Green eMotion fait partie de la feuille de route pour le transport à l’horizon 2050, un document stratégique de l’union européenne qui s'efforce d'encourager une réduction de 60 % des émissions CO2 du transport routier d’ici le milieu du siècle.

## Partenariats
Partie intégrante du projet Green eMotion, les partenaires du projet effectuent une recherche pour déterminer les conditions qui doivent être réalisées pour garantir l'utilisation sans difficulté et transfrontalière de véhicules électriques. L'initiative est particulièrement concentrée sur le développement des processus uniformes dans toute l'Europe, sur les normes et les solutions IT, et vise à permettre aux futurs utilisateurs de véhicules électriques d'avoir un accès facile aux infrastructures de recharge et aux services qui y sont rattachés partout en Europe.
En plus des questions qui se posent sur la technologie de connexion et la compatibilité avec les différentes stations de recharge, le but de l'initiative est de trouver une solution aux questions économiques, telle que la facturation sans problème des services de recharge avec différentes compagnies d’électricité ou d'opérateurs réseau dans les pays participants, et aussi sur une base transfrontalière.
Les dix régions de démonstration définies dans le projet avaient plus de 2 500 stations de recharge en opération pratique à la fin de 2011, afin de permettre une collecte de données représentative. Green eMotion réunit les expériences recueillies dans les précédentes démarches locales au sein des régions de démonstration individuelles dans un modèle-tes européenne complet, ceci dans le but d’évaluer les conditions fondamentales pour la mobilité électrique transfrontalière. En plus du fait d'explorer les options pour utiliser les véhicules passagers électriques, Green eMotion visait également à étudier l'utilisation de véhicules deux-roues et des bus, incluant tant des modèles purement électriques que des modèles hybrides.

## Régions de démonstration Green eMotion
Les régions de démonstration du projet Green eMotion avaient pour mission d'étudier les différents aspects de la mobilité électrique en Europe, comprenant par exemple des études de comportement de l'utilisateur et développeront des propositions pour les directives et les bases de prise de décision pour les autorités politiques locales. Cela devait inclure un grand nombre d'aspects de mobilité électrique, entre autres échange de batterie, chargement en électricité courant continu et intégration dans les réseaux de distribution d'électricité « intelligent ». Ces régions d'évaluation étaient :
Copenhague
Points de recherche : échange de batterie, transport transfrontalier, jusqu’à 4 500 stations de recharge, jusqu’à 3 500 véhicules et recherche dans le but d’améliorer la durée de vie de la batterie.
Strasbourg
Points de recherche : véhicules hybrides plug-in, 100 stations de recharge, trafic transfrontalier entre Karlsruhe et Stuttgart.
Karlsruhe/Stuttgart
Points de recherche : Caractéristiques des réseaux intelligents, chargement bidirectionnel optimisé, trafic transfrontalier avec Strasbourg.
Berlin
Points de recherche : Le plus grand projet de mobilité électrique intégré au monde consacré à la recherche sur le modèle d'entreprise et sur le comportement du client, 3 600 stations de recharge. 
Dublin/Cork
Points de recherche : station de recharge courant continu, facturation avec libre choix du fournisseur d’électricité, presque 2 000 véhicules et 3 500 stations de recharge
Madrid/Ataun
Points de recherche : intégration des réseaux intelligents et intégration des sources d’énergie renouvelables. 
Barcelone/Malaga
Points de recherche : centre de service pour les citoyens pour la mobilité électrique, vélos électriques ; Aspects particuliers : intégration dans un concept ville intelligente.